# Musées Ralli

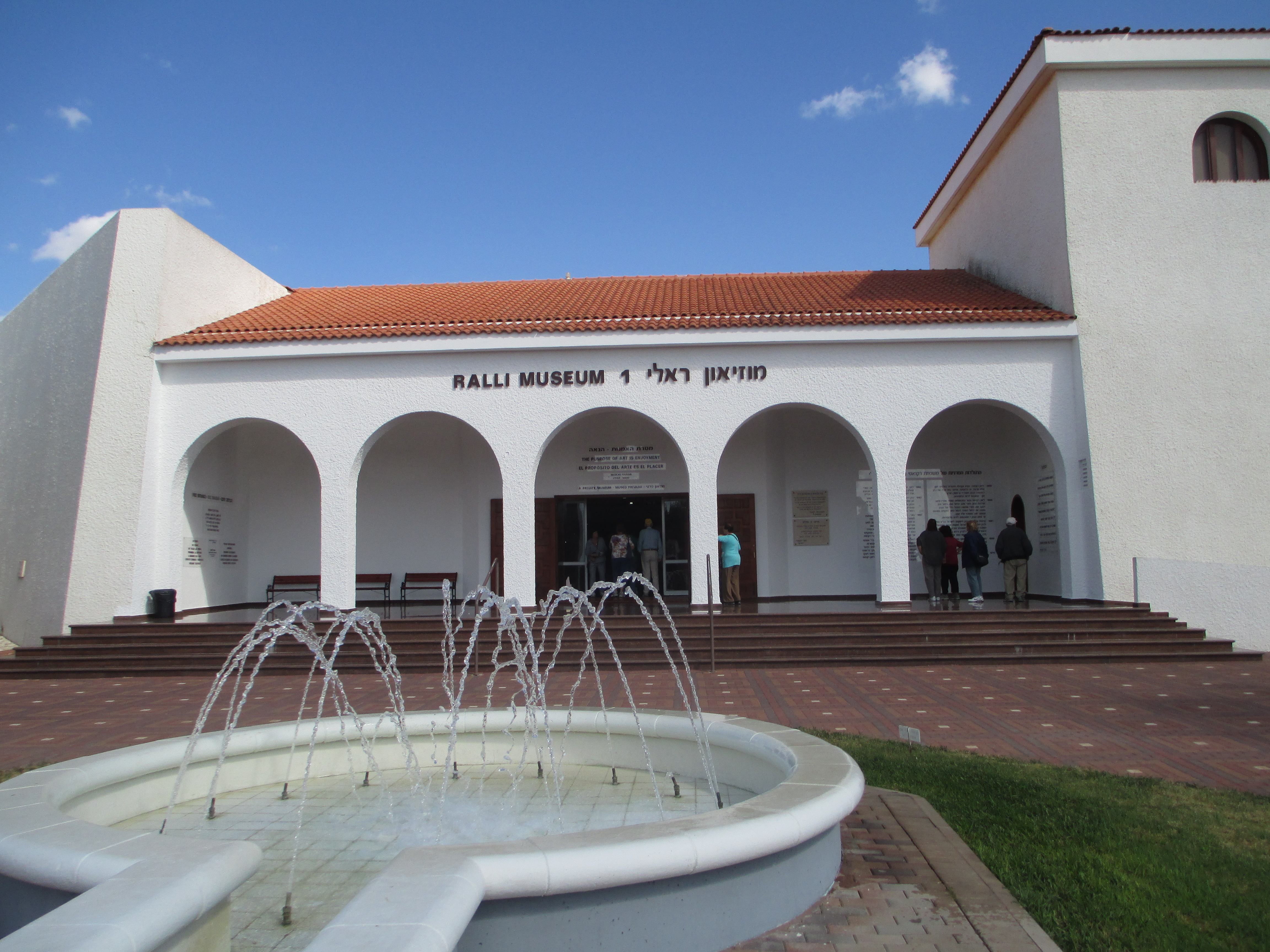
Musée Ralli à Cesarea, l'Israël.

Les Musées Ralli (en anglais, Ralli Museums) sont une organisation privée à but non lucratif qui a pour mission de faire connaître au public l'art contemporain d'Amérique latine. Elle a été fondée par le couple formé par le banquier Harry Recanati et Martine Recanati. Harry est le fils de Leon Recanati, fondateur de l'Israël Discount Bank.
À ce jour, l'organisation gère cinq musées situés en Uruguay, au Chili, en Israël et en Espagne:
- Musée Ralli de Punta del Este, Uruguay
- Musée Ralli de Santiago, Chili
- Musées Ralli de Cesarea, Israël
- Musée Ralli de Marbella, Espagne[1]

Le premier musée est fondé à Punta del Este en 1987. Un deuxième musée ouvre à Santiago en 1992, suivi d'un troisième à Cesarea, inauguré en 1993. Le quatrième musée est établi à Marbella en 2000 et le cinquième, spécialisé dans l'art classique du XVIe au XVIIIe siècle , à Cesarea comme le troisième, en 2007.